# Linda Geiser
Linda Geiser (* 13. Mai 1935 in Wabern bei Bern) ist eine Schweizer Schauspielerin. Sie ist dem Fernsehpublikum vor allem durch ihre Rolle der Johanna Blanc in der Schweizer TV-Serie Lüthi und Blanc sowie als Mutter der Kummerbuben in der gleichnamigen Serie bekannt.

## Leben
Im Alter von 15 Jahren wurde ihr schauspielerisches Talent entdeckt, woraufhin sie später eine Ausbildung an der Schauspielschule des Konservatoriums für Musik in Bern absolvierte. Ihre Lehrerinnen waren sowohl Margarethe Schell von Noë und Uta Hagen. Bei Herbert Berghof nahm sie später noch Schauspielunterricht in englischer Sprache.
Seit 1961 lebt Linda Geiser in New York und gründete dort ihr eigenes Off-Off-Broadway Theater namens Counterpoint. Linda Geiser spielte ebenfalls in zahlreichen Theaterstücken mit und konnte auch in den USA in Filmen mitwirken, zum Beispiel in „Der Pfandleiher“ von Sidney Lumet.
Regelmässig kommt Linda Geiser in die Schweiz zurück, um auch hier als Schauspielerin zu arbeiten. Sie ist aber nicht nur in diesem Beruf tätig, sondern auch als bildende Künstlerin. Seit 1978 veranstaltet sie eigene Ausstellungen, auf denen Schmuck, Kunsthandwerk und Malerei gezeigt werden. In New York bietet Linda Geiser Kunst- und Stadtführungen für Schweizer Frauen an.

## Filmografie (Auswahl)
- 1954: Uli der Knecht
- 1955: Königswalzer
- 1955: Ingrid – Die Geschichte eines Fotomodells
- 1956: Die wilde Auguste
- 1957: Die Angst vor der Gewalt (Der 10. Mai)
- 1960: Anne Bäbi Jowäger – I. Teil: Wie Jakobli zu einer Frau kommt
- 1961: Zu jung für die Liebe?
- 1962: So toll wie anno dazumal
- 1963: Meine Frau Susanne (TV-Serie, 2 Folgen)
- 1964: Der Pfandleiher (The Pawnbroker)
- 1968: Die sechs Kummerbuben
- 1976: Der große Horizont (TV)
- 1999:  Lüthi und Blanc TV-Serie
- 2004: Lilo & Fredi (TV)
- 2004: Oeschenen (TV)
- 2006: Handyman